# Kvalifikace na Mistrovství světa ve fotbale 2014 (CONCACAF) – předkolo
Desítka nejníže nasazených týmů se zde v červnu a červenci 2011 utkala systémem doma a venku o postup do první skupinové fáze. Předkolo se nelosovalo, ale nejvýše nasazený se utkal s nejníže nasazeným, atd. Dvojice byly oznámeny 26. dubna 2011.
| 15. června 2011 18:00 UTC–4 |        |                                              | |
| Montserrat                  | 2 – 5  | Belize                                       | Ato Boldon Stadium, Couva (Trinidad a Tobago) diváci: 100 rozhodčí: Bryan Willett (Antigua and Barbuda) |
| Hodgson 44', 86'            | Report | McCaulay 24', 75', 83' Róches 50' Kuylen 53' | Ato Boldon Stadium, Couva (Trinidad a Tobago) diváci: 100 rozhodčí: Bryan Willett (Antigua and Barbuda) |

| 17. července 2011 16:00 UTC–6       |        |             |                                                                                           |
| Belize                              | 3 – 1  | Montserrat  | Estadio Olímpico, San Pedro Sula (Honduras) diváci: 150 rozhodčí: Oscar Reyna (Guatemala) |
| Jiménez 24' McCaulay 61' Méndez 63' | Report | Hodgson 59' | Estadio Olímpico, San Pedro Sula (Honduras) diváci: 150 rozhodčí: Oscar Reyna (Guatemala) |

 Belize zvítězilo celkovým skóre 8–3 a postoupilo do první fáze.
| 8. července 2011 15:30 UTC–4 |        |                           | |
| Anguilla                     | 0 – 2  | Dominikánská republika    | Estadio Panamericano, San Cristóbal (Dominikánská republika) diváci: 1 000 rozhodčí: Neal Brizan (Trinidad and Tobago) |
|                              | Report | Peralta 8' Faña Frias 42' | Estadio Panamericano, San Cristóbal (Dominikánská republika) diváci: 1 000 rozhodčí: Neal Brizan (Trinidad and Tobago) |

| 10. července 2011 15:30 UTC–4               |        |          |                                                                                |
| Dominikánská republika                      | 4 – 0  | Anguilla | Estadio Panamericano, San Cristóbal diváci: 1 500 rozhodčí: Marcos Brea (Cuba) |
| Navarro 18', 42' Sánchez 25' Faña Frias 56' | Report |          | Estadio Panamericano, San Cristóbal diváci: 1 500 rozhodčí: Marcos Brea (Cuba) |

 Dominikánská republika zvítězila celkovým skóre 6–0 a postoupila do první fáze.
| 3. července 2011 17:00 UTC–4 |        |                          |                                                                                       |
| Americké Panenské ostrovy    | 2 – 0  | Britské Panenské ostrovy | Lionel Roberts Park, Charlotte Amalie diváci: 350 rozhodčí: Mauricio Navarro (Canada) |
| Lesmond 6' Klopp 52'         | Report |                          | Lionel Roberts Park, Charlotte Amalie diváci: 350 rozhodčí: Mauricio Navarro (Canada) |

| 10. července 2011 15:30 UTC–4 |        |                           |                                                                         |
| Britské Panenské ostrovy      | 1 – 2  | Americké Panenské ostrovy | Sherly Ground, Road Town diváci: 600 rozhodčí: Kevin Morrison (Jamaica) |
| Peters 37'                    | Report | Thomas 1' Klopp 90+3'     | Sherly Ground, Road Town diváci: 600 rozhodčí: Kevin Morrison (Jamaica) |

 Americké Panenské ostrovy zvítězily celkovým skóre 4–1 a postoupily do první fáze.
| 8. července 2011 20:00 UTC–4                              |        |                          |                                                                                  |
| Aruba                                                     | 4 – 2  | Svatá Lucie              | Trinidad Stadium, Oranjestad diváci: 300 rozhodčí: Nolan Foster (Cayman Islands) |
| Santos de Gouveia 13' Escalona 48' Gomez 74' D. Abdul 84' | Report | Edward 19' Frederick 46' | Trinidad Stadium, Oranjestad diváci: 300 rozhodčí: Nolan Foster (Cayman Islands) |

| 12. července 2011 15:00 UTC–4         |                |                |                                                                               |
| Svatá Lucie                           | 4 – 2 (prodl.) | Aruba          | Mindoo Philip Park, Castries diváci: 500 rozhodčí: Stanley Lancaster (Guyana) |
| J. Joseph 14', 20', 71' Frederick 73' | Report         | Gomez 44', 75' | Mindoo Philip Park, Castries diváci: 500 rozhodčí: Stanley Lancaster (Guyana) |

|                                         |       | Penaltový rozstřel                 |  |
| Pierre Justin Frederick Edward Williams | 5 – 4 | Bergen Baten Barradas Gomez Cruden |  |

Celkové skóre dvojzápasu bylo 6–6.  Svatá Lucie zvítězila v penaltovém rozstřelu 5–4 a postoupila do první fáze.
| 2. července 2011 17:00 UTC–4 |        |                                             |                                                                                 |
| Turks a Caicos               | 0 – 4  | Bahamy                                      | National Stadium, Providenciales diváci: 1 021 rozhodčí: Hugo Cruz (Costa Rica) |
|                              | Report | Jean 32', 60' Hepple 34' (pen.) Louis 90+2' | National Stadium, Providenciales diváci: 1 021 rozhodčí: Hugo Cruz (Costa Rica) |

| 9. července 2011 16:00 UTC–4                  |        |                |                                                                                              |
| Bahamy                                        | 6 – 0  | Turks a Caicos | Roscow A. L. Davies Soccer Field, Nassau diváci: 1 600 rozhodčí: Javier Santos (Puerto Rico) |
| Mitchell 2' St. Fleur 17', 64', 73', 86', 90' | Report |                | Roscow A. L. Davies Soccer Field, Nassau diváci: 1 600 rozhodčí: Javier Santos (Puerto Rico) |

 Bahamy zvítězily celkovým skóre 10–0 a postoupily do první fáze.